# Élections régionales de 2016 à Berlin
Les élections régionales de 2016 à Berlin (en allemand : Wahl zum Abgeordnetenhaus von Berlin 2016) se tiennent le 18 septembre 2016 dans la ville-Land allemande de Berlin, afin d'élire les 130 députés de la dix-huitième législature de la Chambre des députés pour un mandat de cinq ans.
Le scrutin voit la victoire à la majorité relative du SPD, au pouvoir depuis 2001, le fort recul de la CDU et la percée de l'AfD. Du fait de la loi électorale, 160 députés sont finalement élus.
À l'issue des négociations de coalition, le bourgmestre-gouverneur Michael Müller est reconduit à la tête d'une alliance rouge-rouge-verte.

## Contexte
Depuis le renversement d'Eberhard Diepgen par la gauche en 2001, Berlin est gouvernée par un bourgmestre-gouverneur social-démocrate.
À la suite des élections régionales du 18 septembre 2011, Klaus Wowereit est contraint de changer de partenaire de majorité. Après dix années de « coalition rouge-rouge » entre le Parti social-démocrate d'Allemagne (SPD) et Die Linke, la majorité sortante ne compte en effet plus que 66 députés sur 149.
La configuration de la Chambre des députés augure toutefois de la possibilité de former une autre alliance de centre gauche en substituant l'Alliance 90 / Les Verts (Grünen) — devenue la troisième force politique municipale — à la gauche radicale. Les négociations entre les deux formations vont cependant se révéler infructueuses.
Wowereit se tourne donc vers l'Union chrétienne-démocrate d'Allemagne (CDU), qui a gouverné la ville pendant 18 des 30 dernières années. Reconstituant alors « grande coalition », il renoue avec la configuration parlementaire existant dans la ville-Land entre 1990 et 2001, et entame son quatrième mandat.
Le rapport de force évolue à l'occasion des élections législatives fédérales du 22 septembre 2013. Avec 28,5 % des secondes voix, c'est la CDU qui domine le scrutin dans la capitale fédérale, devançant le SPD qui totalise 24,6 % des suffrages exprimés. En progressant de quatre points, ce dernier prend la deuxième place des forces politiques à Die Linke, qui remporte 18,5 % des voix. Les Grünen sont quatrièmes avec plus de 12 % mais sont eux aussi en nette baisse de cinq points. La cinquième position revient au nouveau parti anti-euro de l'Alternative pour l'Allemagne (AfD), qui remporte 4,9 %, soit 1,3 points de plus que le Parti libéral-démocrate (FDP) en pleine déroute. Avec 3,6 %, ce score est équivalent au Parti des pirates (Piraten), qui avaient fait sensation en 2011 en accédant au Parlement de la ville-Land.
Le 26 août 2014, Klaus Wowereit annonce sa démission dans un délai de trois mois et demi, plombé par une impopularité record, son échec lors d'un référendum local sur l'avenir de l'aéroport de Berlin-Tempelhof et les retards accumulés par le chantier de l'aéroport de Berlin-Brandebourg. Le SPD lui choisit comme successeur le sénateur pour le Développement urbain Michael Müller. Investi le 11 décembre suivant, il poursuit la coopération avec les chrétiens-démocrates.

## Mode de scrutin
La Chambre des députés est constitué de 130 députés (en allemand : Abgeordnete), élus pour une législature de cinq ans au suffrage universel direct et suivant le scrutin proportionnel de Hare.
Chaque électeur dispose de deux voix : la première (en allemand : Erststimme) lui permet de voter pour un candidat de sa circonscription, selon les modalités du scrutin uninominal majoritaire à un tour, la ville comptant un total de 78 circonscriptions ; la seconde voix (en allemand : Zweitstimme) lui permet de voter en faveur d'une liste de candidats présentée par un parti au niveau de la ville ou de son arrondissement.
Lors du dépouillement, l'intégralité des 130 sièges est répartie en fonction des secondes voix récoltées, à condition qu'un parti ait remporté 5 % des voix au niveau de la ville. Si un parti a remporté des mandats au scrutin uninominal, ses sièges sont d'abord pourvus par ceux-ci.
Dans le cas où un parti obtient plus de mandats au scrutin uninominal que la proportionnelle ne lui en attribue, la taille de la Chambre est ajustée afin de rétablir la proportionnalité. Ainsi aux élections de 2011, un total de 19 sièges a été ajouté.

## Campagne

### Principales forces
| Parti | Parti                                                                              | Idéologie                                                     | Chef de file                                        | Score en 2011              |
| ----- | ---------------------------------------------------------------------------------- | ------------------------------------------------------------- | --------------------------------------------------- | -------------------------- |
|       | Parti social-démocrate d'Allemagne Sozialdemokratische Partei Deutschlands         | Centre gauche Social-démocratie, troisième voie, progressisme | Michael Müller (Bourgmestre-gouverneur)             | 28,3 % des voix 47 députés |
|       | Union chrétienne-démocrate d'Allemagne Christlich Demokratische Union Deutschlands | Centre droit Démocratie chrétienne, libéral-conservatisme     | Frank Henkel (Sénateur à l'Intérieur et aux Sports) | 23,3 % des voix 39 députés |
|       | Alliance 90 / Les Verts Bündnis 90/Die Grünen                                      | Centre gauche Écologie, progressisme                          | Ramona Pop                                          | 17,6 % des voix 29 députés |
|       | Die Linke                                                                          | Gauche Socialisme démocratique, anticapitalisme               | Klaus Lederer                                       | 11,7 % des voix 19 députés |
|       | Parti des pirates Piratenpartei Deutschland                                        | Centre Social-libéralisme, progressisme                       | Bruno Kramm                                         | 8,9 % des voix 15 députés  |
|       | Parti libéral-démocrate Freie Demokratische Partei                                 | Centre droit Libéralisme, social-libéralisme                  | Sebastian Czaja                                     | 1,8 % des voix 0 député    |
|       | Alternative pour l'Allemagne Alternative für Deutschland                           | Droite National-conservatisme, libéralisme économique         | Georg Pazderski                                     | Inexistant                 |

## Résultats

### Voix et sièges
|                          |                                              |                                              |                  |                  |                  |                  |                 |                 |                 |                 |              |               |  |  |
| Partis                   | Partis                                       | Partis                                       | Circonscriptions | Circonscriptions | Circonscriptions | Circonscriptions | Proportionnelle | Proportionnelle | Proportionnelle | Proportionnelle | Total sièges | +/-           |  |  |
| Partis                   | Partis                                       | Partis                                       | Votes            | %                | Sièges           | +/−              | Votes           | %               | +/−             | Sièges          | Total sièges | +/-           |  |  |
|                          | Parti social-démocrate d'Allemagne (SPD)     | Parti social-démocrate d'Allemagne (SPD)     | 404 350          | 24,79            | 28               | 6                | 352 430         | 21,55           | 6,7             | 10              | 38           | 9             |  |  |
|                          | Union chrétienne-démocrate d'Allemagne (CDU) | Union chrétienne-démocrate d'Allemagne (CDU) | 323 354          | 19,82            | 21               | 4                | 287 997         | 17,61           | 5,7             | 10              | 31           | 8             |  |  |
|                          | Die Linke (Linke)                            | Die Linke (Linke)                            | 251 736          | 15,43            | 12               | 4                | 255 701         | 15,64           | 3,9             | 15              | 27           | 8             |  |  |
|                          | Alliance 90 / Les Verts (Grünen)             | Alliance 90 / Les Verts (Grünen)             | 257 046          | 15,76            | 12               | 1                | 248 324         | 15,19           | 2,4             | 15              | 27           | 2             |  |  |
|                          | Alternative pour l'Allemagne (AfD)           | Alternative pour l'Allemagne (AfD)           | 230 331          | 14,12            | 5                | 5                | 231 492         | 14,16           | Nv.             | 20              | 25           | 25            |  |  |
|                          | Parti libéral-démocrate (FDP)                | Parti libéral-démocrate (FDP)                | 90 719           | 5,56             | 0                | en stagnation    | 109 500         | 6,70            | 4,9             | 12              | 12           | 12            |  |  |
|                          | Die PARTEI                                   | Die PARTEI                                   | 19 825           | 1,22             | 0                | en stagnation    | 31 924          | 1,95            | 1,1             | 0               | 0            | en stagnation |  |  |
|                          | Parti de protection des animaux              | Parti de protection des animaux              | 277              | 0,02             | 0                | en stagnation    | 30 620          | 1,87            | 0,4             | 0               | 0            | en stagnation |  |  |
|                          | Parti des pirates                            | Parti des pirates                            | 32 325           | 1,98             | 0                | en stagnation    | 28 332          | 1,73            | 7,2             | 0               | 0            | 15            |  |  |
|                          | Autres                                       | Autres                                       | 21 156           | 1,30             | 0                | en stagnation    | 58 849          | 3,60            | -               | 0               | 0            | -             |  |  |
|                          |                                              |                                              |                  |                  |                  |                  |                 |                 |                 |                 |              |               |  |  |
| Votes valides            | Votes valides                                | Votes valides                                | 1 631 119        | 98,31            |                  |                  | 1 635 169       | 98,45           |                 |                 |              |               |  |  |
| Votes blancs et nuls     | Votes blancs et nuls                         | Votes blancs et nuls                         | 27 968           | 1,69             | 25 694           | 1,55             |                 |                 |                 |                 |              |               |  |  |
| Total                    | Total                                        | Total                                        | 1 659 087        | 100              | 78               | en stagnation    | 1 660 863       | 100             | -               | 82              | 160          | 11            |  |  |
| Abstentions              | Abstentions                                  | Abstentions                                  | 826 292          | 33,26            |                  |                  | 824 516         | 33,17           |                 |                 |              |               |  |  |
| Inscrits / participation | Inscrits / participation                     | Inscrits / participation                     | 2 485 379        | 66,74            | 2 485 379        | 66,26            |                 |                 |                 |                 |              |               |  |  |

### Analyse

#### Géographie électorale
| Territoire      | SPD    | CDU    | Linke  | Grünen | AfD    | FDP   | Autres |
| --------------- | ------ | ------ | ------ | ------ | ------ | ----- | ------ |
| Territoire      |        |        |        |        |        |       |        |
| Ex-Berlin-Ouest | 23,2 % | 20,9 % | 10,1 % | 17,1 % | 12,1 % | 8,6 % | 8,0 %  |
| Ex-Berlin-Est   | 19,3 % | 13,1 % | 23,4 % | 12,6 % | 17,0 % | 4,0 % | 10,6 % |
| Total           | 21,6 % | 17,6 % | 15,6 % | 15,2 % | 14,2 % | 6,7 % | 9,1 %  |

#### Sociologique
| Catégorie                      | SPD  | CDU  | Linke | Grünen | AfD  | FDP  | Piraten |
| ------------------------------ | ---- | ---- | ----- | ------ | ---- | ---- | ------- |
| Catégorie                      |      |      |       |        |      |      |         |
| Sexe                           |      |      |       |        |      |      |         |
| Hommes                         | 20 % | 17 % | 16 %  | 14 %   | 17 % | 7 %  | 2 %     |
| Femmes                         | 23 % | 19 % | 15 %  | 17 %   | 11 % | 6 %  | 2 %     |
| Âge                            |      |      |       |        |      |      |         |
| Moins de 30 ans                | 20 % | 14 % | 17 %  | 19 %   | 8 %  | 5 %  | 3 %     |
| 30-44 ans                      | 19 % | 16 % | 15 %  | 21 %   | 12 % | 6 %  | 2 %     |
| 45-59 ans                      | 20 % | 17 % | 15 %  | 16 %   | 17 % | 7 %  | 1 %     |
| Plus de 60 ans                 | 26 % | 21 % | 16 %  | 8 %    | 16 % | 8 %  | 1 %     |
| Statut                         |      |      |       |        |      |      |         |
| Ouvrier                        | 22 % | 16 % | 15 %  | 6 %    | 25 % | 4 %  | 2 %     |
| Employé                        | 23 % | 18 % | 16 %  | 16 %   | 12 % | 6 %  | 1 %     |
| Fonctionnaire                  | 22 % | 27 % | 9 %   | 16 %   | 16 % | 7 %  | 1 %     |
| Indépendant                    | 15 % | 16 % | 17 %  | 22 %   | 12 % | 11 % | 2 %     |
| Études                         |      |      |       |        |      |      |         |
| Hauptschulabschluss            | 26 % | 21 % | 12 %  | 6 %    | 18 % | 9 %  | 1 %     |
| Mittlere Reife                 | 22 % | 20 % | 13 %  | 7 %    | 21 % | 7 %  | 2 %     |
| Abitur (baccalauréat)          | 22 % | 16 % | 17 %  | 17 %   | 11 % | 6 %  | 2 %     |
| Hochschulabschluss (supérieur) | 20 % | 16 % | 19 %  | 24 %   | 8 %  | 7 %  | 2 %     |

### Conséquences
Le 8 décembre 2016, Michael Müller est reconduit au poste de bourgmestre-gouverneur de Berlin avec 88 voix sur les 160 membres que compte la Chambre des députés de Berlin. Cette reconduite à la tête de la ville fait suite à la signature d'un accord de coalition entre les sociaux-démocrates, Die Linke et l'Alliance 90 / Les Verts, qui met fin à la grande coalition qui dirigeait le Land jusqu'aux élections. Il s'agit de la seconde coalition rouge-rouge-verte à la tête d'un Land, après celle formée en Thuringe en 2014, ainsi que de la première dirigée par un social démocrate.